# Hiriyannahalli, Chik Ballapur
Hiriyannahalli là một làng thuộc tehsil Chik Ballapur, huyện Kolar, bang Karnataka, Ấn Độ.